# Stipa pulcherrima
Stipe admirable
Espèce
Classification phylogénétique
Stipa pulcherrima (la stipe admirable) est une plante herbacée vivace appartenant à la famille des Poacées (Graminées) et au genre Stipa.